# Schrammsteine

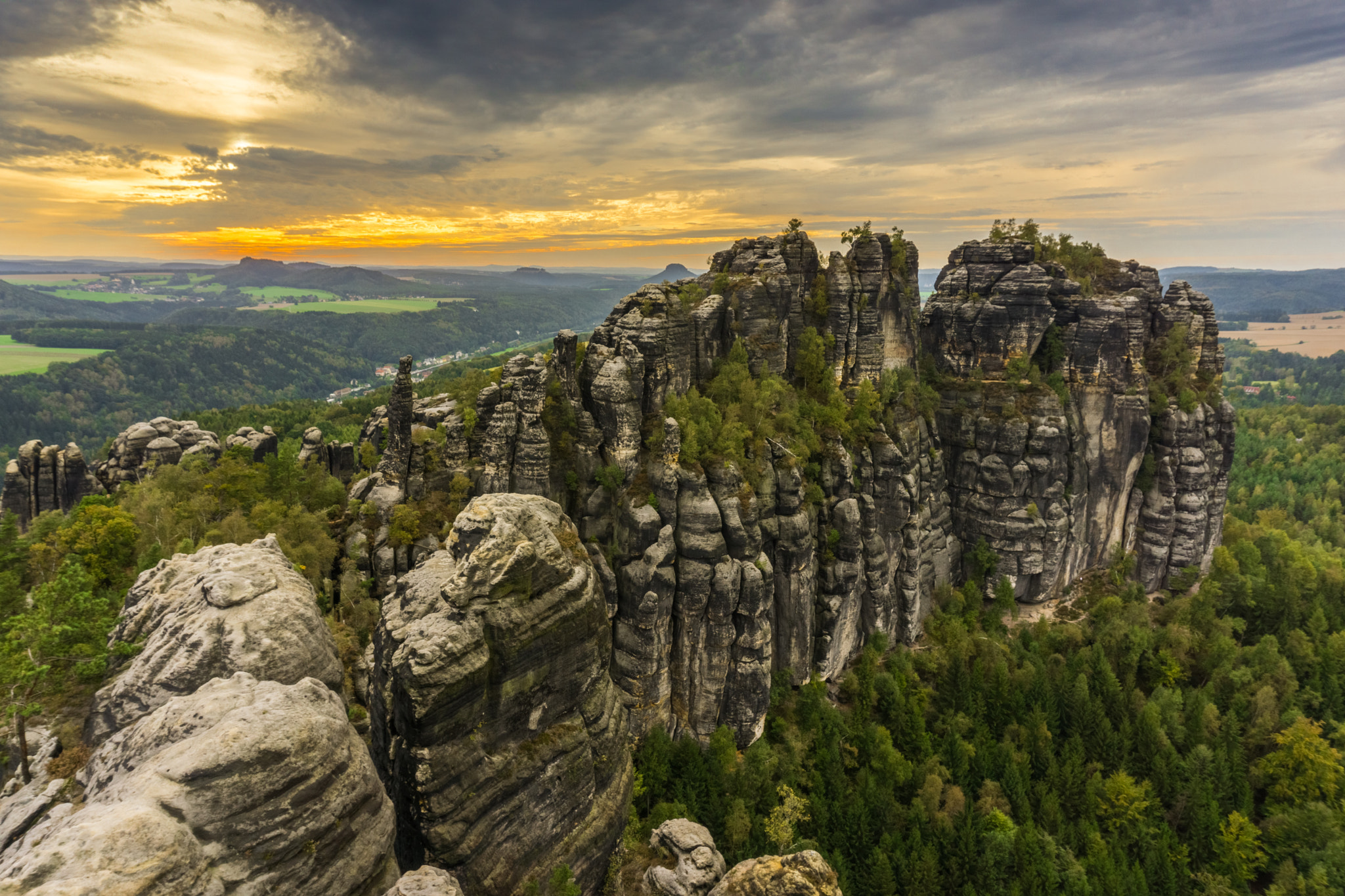
Vordere Schrammsteine

Els Schrammsteine són un grup de roques allargades i molt irregulars a les Muntanyes de Gres de l'Elba, situades a l'est de Bad Schandau a la Suïssa Saxona i al districte d'Ostrava. Al nord limiten amb la Kirnitzschtal i l'Hohe Liebe, al sud amb la vall de l'Elba i a l'est amb l'Affensteine.

## Cims

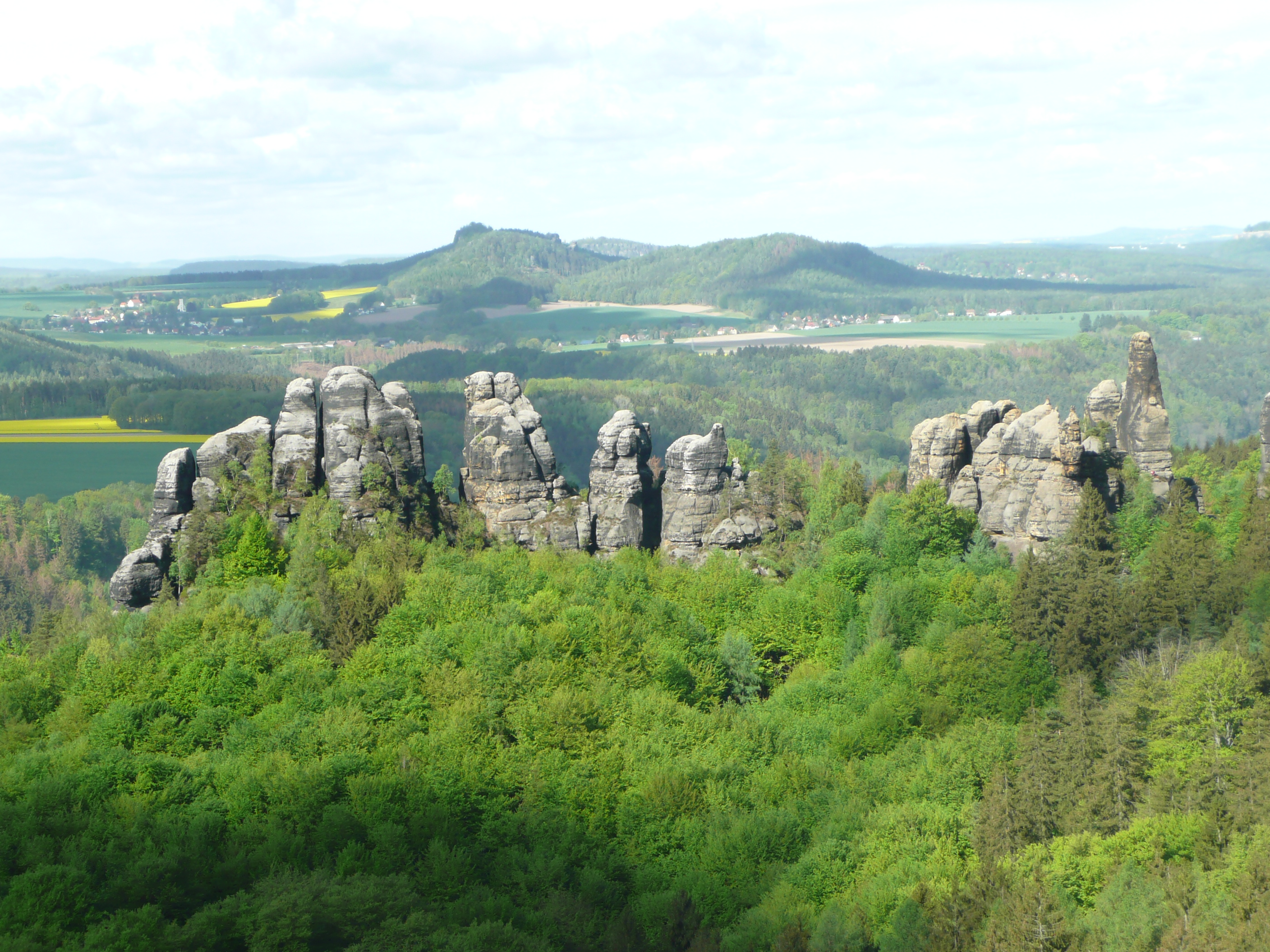
Vordere Torstein

El punt més alt de la Schrammsteine és l'Hoher Torstein a 425 m sobre el nivell del mar. El Vorderer Torstein (358,4 m sobre el nivell del mar) forma l'inici de la cadena rocosa al sud-oest, que després continua, trencada per tres poderoses obertures verticals de roca, l'anomenada Schrammtoren. Altres cims d'escalada destacats són (de sud a nord) Meurerturm (355,4 m sobre el nivell del mar), Schrammtorwächter 357,8 m sobre el nivell del mar, Torre de Pasqua del Sud a 366,5 m sobre el nivell del mar, Torre de Pasqua del Nord a 370,8 m sobre el nivell del mar, Dreifingerturm 374,3 m sobre el nivell del mar, Mittlerer Torstein 423,6 m sobre el nivell del mar. A més, s'inclou el solitari Falkenstein amb una alçada de 381,2 m sobre el nivell del mar fins al Schrammstein, accessible per als turistes, 417,2 m sobre el nivell del mar. Acaba al Vordere Schrammsteine. En direcció a Schmilka, segueix el Hinteren Schrammsteine. Tota la cadena de Schrammstein inclou 80 cims.

## Història
A l'edat mitjana, la torre del castell de Schramensteyn es trobava al Vorderen Torstein. Va servir a la família Wildenstein com a lloc d'observació a la vall de l'Elba. El 1451, juntament amb la senyoria, passà a l'Electorat de Saxònia. L'any 1993, els muntanyencs van descobrir les restes de la torre del castell al Vorderen Torstein, abans només conegudes per documents, en forma de llar, restes de carbó vegetal, una punta de fletxa i restes de ceràmica.